# 豊鉄観光バス
豊鉄観光バス（とよてつかんこうバス）は、かつて存在した豊橋鉄道グループの貸切バス専業事業者。営業所は愛知県豊橋市に置かれている。自社ツアーの企画など旅行業も営んでいる。事業区域は愛知県全域。
日本バス協会傘下の愛知県バス協会会員。

## 沿革
- 1954年8月6日 - 豊橋観光自動車を設立。
- 1957年12月17日 - 豊鉄商事（現法人の母体）を設立。
- 1964年3月18日 - 豊川観光自動車を設立。
- 1980年7月29日 - 豊鉄商事が「豊鉄観光サービス」へ商号変更し、旅行業を専門とする。
- 2001年10月1日 - 豊鉄観光サービスと豊橋観光旅行会が合併。これによりツアーの商品名が豊鉄の「ハニット」と豊観の「アゼリア」を合わせた「ハニット・アゼリアツアー」へ変更。
- 2002年1月1日 - 豊橋鉄道の貸切バス部門と豊橋観光自動車が合併し、豊鉄観光バス株式会社を設立。また豊川観光自動車は豊鉄ミデイへ商号変更した上で、大型貸切バス事業を豊鉄観光バスへ移管。
- 2004年7月1日 - 豊鉄観光バスと豊鉄観光サービスが合併し「豊鉄観光」となる。なお社内カンパニー制を採用し、合併後もサービス名はそれぞれ引き継がれた。
- 2011年8月19日 - 旅行部門が「豊鉄観光サービス株式会社」として再分離され、旧・豊鉄観光は「豊鉄観光バス株式会社」に社名変更。
- 2021年4月1日 - 豊鉄観光サービスが豊鉄観光バスを吸収合併した上で、豊鉄観光バス（新）へ商号変更[2]。
- 2023年4月1日 - 豊鉄バスに吸収合併され豊鉄バス 貸切営業課へ名称変更[3]。

## 車両
2023年3月時点で37台の車両を保有。三菱ふそう車には「アゼリア」の愛称が付けられ、日野・セレガはそのまま「セレガ」と呼ばれる。セレガは9mショートボディ（中型車）も在籍する。
カラーリングは、白地にピンク色でツツジ（アゼリア）の花をあしらったオリジナルデザインに統一されている。かつては合併前の各バス会社の塗色をそのまま使用した車両もあったため様々なカラーリングが混在していた。
- 豊鉄観光バスの貸切車（三菱ふそう・エアロエース）
- 過去の車両（三菱ふそう・エアロバス）
- 参考：豊橋観光自動車時代の塗装（豊鉄ミデイ、三菱ふそう・エアロバスMM）